# Adolf August af Slesvig-Holsten-Sønderborg-Plön
Adolf August af Slesvig-Holsten-Sønderborg-Plön (29. marts 1680 – 29. juni 1704) var en dansk–tysk prins fra hertughuset Slesvig-Holsten-Sønderborg-Plön.

## Biografi
Han var den ældste søn af hertug Johan Adolf og Dorothea Sophie af Braunschweig-Wolfenbüttel. Han fulgte i år 1700 den kejserlige armé til Konstantinopel. Som følge af et uheld til hest, døde Adolf August få dage før sin far den 29. juni 1704. Han blev bisat i Pløn Slotskirke. Hans søn og efterfølger Leopold August, døde to år senere den 4. november 1706. Med ham uddøde den mandlige plønske linje, som herefter overgik til Johan Adolfs nevø Joachim Frederik af Slesvig-Holsten-Sønderborg-Pløn.

## Ægteskab og børn
Adolf August var gift med Elisabeth Sophie Marie af Slesvig-Holsten-Sønderborg-Nordborg. De fik et barn:
- Leopold August (1702-1706)

## Eksterne links
- Hans den Yngres efterkommere